# Aquathlon ai Giochi mondiali sulla spiaggia 2019
Le competizioni di aquathlon ai Giochi mondiali sulla spiaggia 2019 si sono svolte il 14 e il 15 ottobre 2019 presso la spiaggia di Katara, a Doha. Sono state disputate due gare individuali, una maschile e una femminile, e una staffetta mista. Le gare individuali prevedevano una corsa di 2,5 km, seguita dal nuoto sulla distanza dei 700 m, e una corsa finale di altri 2,5 km. Nella staffetta i due componenti di ciascuna squadra, un uomo e una donna, hanno corso per 1,25 km, nuotato per 500 m, e infine corso nuovamente per 1,25 km.
Complessivamente 58 atleti hanno partecipato alla competizione (30 uomini e 28 donne).

## Calendario
Il calendario delle gare è stato il seguente:
| ● | Finali |

| Ottobre |    |    |    |    |    |
| 11      | 12 | 13 | 14 | 15 | 16 |
|         |    |    | 2  | 1  |    |

## Podi

### Uomini
| Evento             | Oro           | Tempo  | Argento    | Tempo  | Bronzo            | Tempo  |
| Aquathlon maschile | Kevin Viñuela | 26'22" | Márk Dévay | 26'29" | Rostyslav Pevtsov | 26'43" |

### Donne
| Evento              | Oro            | Tempo  | Argento            | Tempo  | Bronzo          | Tempo  |
| Aquathlon femminile | Francisca Tous | 29'38" | Ksenija Levkovs'ka | 30'03" | Antoanela Manac | 30'17" |

### Staffetta mista
| Evento          | Oro                                 | Tempo    | Argento                                          | Tempo    | Bronzo                           | Tempo    |
| Staffetta mista | Spagna Kevin Viñuela Francisca Tous | 1h03'41" | Azerbaigian Rostyslav Pevtsov Ksenija Levkovs'ka | 1h03'53" | Ungheria Márk Dévay Márta Kropkó | 1h04'29" |

## Medagliere
| Posizione | Paese       | Oro | Argento | Bronzo | Totale |
| --------- | ----------- | --- | ------- | ------ | ------ |
| 1         | Spagna      | 3   | 0       | 0      | 3      |
| 2         | Azerbaigian | 0   | 2       | 1      | 3      |
| 3         | Ungheria    | 0   | 1       | 1      | 2      |
| 4         | Romania     | 0   | 0       | 1      | 1      |
| Totale    | Totale      | 3   | 3       | 3      | 9      |